# Cry (Yonne)
Pour les articles homonymes, voir Cry.
Cry est une commune française située dans le département de l'Yonne en région Bourgogne-Franche-Comté.

## Géographie

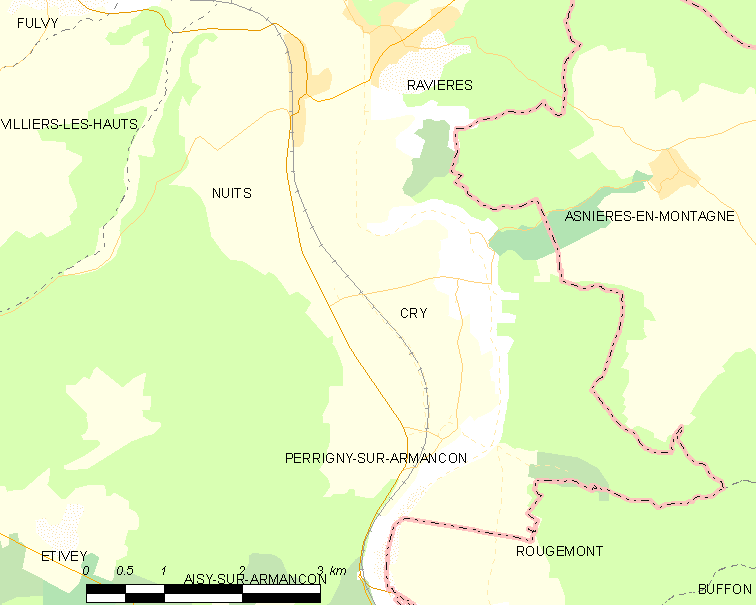
Carte de la commune de Cry et des proches communes.

Proche de l'écluse no 73 du canal de Bourgogne et à 30 minutes du site d'Alesia, Cry est un petit village riverain de la Côte-d'Or situé dans la vallée de l'Armançon, proximité de celle du Serein.

### Climat
Pour des articles plus généraux, voir Climat de la Bourgogne-Franche-Comté et Climat de l'Yonne.
En 2010, le climat de la commune est de type climat des marges montargnardes, selon une étude du Centre national de la recherche scientifique s'appuyant sur une série de données couvrant la période 1971-2000. En 2020, Météo-France publie une typologie des climats de la France métropolitaine dans laquelle la commune est exposée à un climat océanique altéré et est dans la région climatique  Lorraine, plateau de Langres, Morvan, caractérisée par un hiver rude (1,5 °C), des vents modérés et des brouillards fréquents en automne et hiver. 
Pour la période 1971-2000, la température annuelle moyenne est de 10,5 °C, avec une amplitude thermique annuelle de 15,8 °C. Le cumul annuel moyen de précipitations est de 841 mm, avec 12,9 jours de précipitations en janvier et 8,1 jours en juillet. Pour la période 1991-2020, la température moyenne annuelle observée sur la station météorologique de Météo-France la plus proche, « Montbard_sapc », sur la commune de Montbard à 12 km à vol d'oiseau, est de 11,4 °C et le cumul annuel moyen de précipitations est de 853,5 mm. 
La température maximale relevée sur cette station est de 40,7 °C, atteinte le 25 juillet 2019 ; la température minimale est de −16,7 °C, atteinte le 20 décembre 2009,,. 
Les paramètres climatiques de la commune ont été estimés pour le milieu du siècle (2041-2070) selon différents scénarios d'émission de gaz à effet de serre à partir des nouvelles projections climatiques de référence DRIAS-2020. Ils sont consultables sur un site dédié publié par Météo-France en novembre 2022.

## Urbanisme

### Typologie
Au 1er janvier 2024, Cry est catégorisée commune rurale à habitat dispersé, selon la nouvelle grille communale de densité à sept niveaux définie par l'Insee en 2022.
Elle est située hors unité urbaine. Par ailleurs la commune fait partie de l'aire d'attraction de Montbard, dont elle est une commune de la couronne,. Cette aire, qui regroupe 34 communes, est catégorisée dans les aires de moins de 50 000 habitants,.

### Occupation des sols
L'occupation des sols de la commune, telle qu'elle ressort de la base de données européenne d’occupation biophysique des sols Corine Land Cover (CLC), est marquée par l'importance des forêts et milieux semi-naturels (51,6 % en 2018), une proportion sensiblement équivalente à celle de 1990 (51,7 %). La répartition détaillée en 2018 est la suivante : 
forêts (51,6 %), terres arables (35,2 %), prairies (7,5 %), zones agricoles hétérogènes (5,7 %). L'évolution de l’occupation des sols de la commune et de ses infrastructures peut être observée sur les différentes représentations cartographiques du territoire : la carte de Cassini (XVIIIe siècle), la carte d'état-major (1820-1866) et les cartes ou photos aériennes de l'IGN pour la période actuelle (1950 à aujourd'hui).

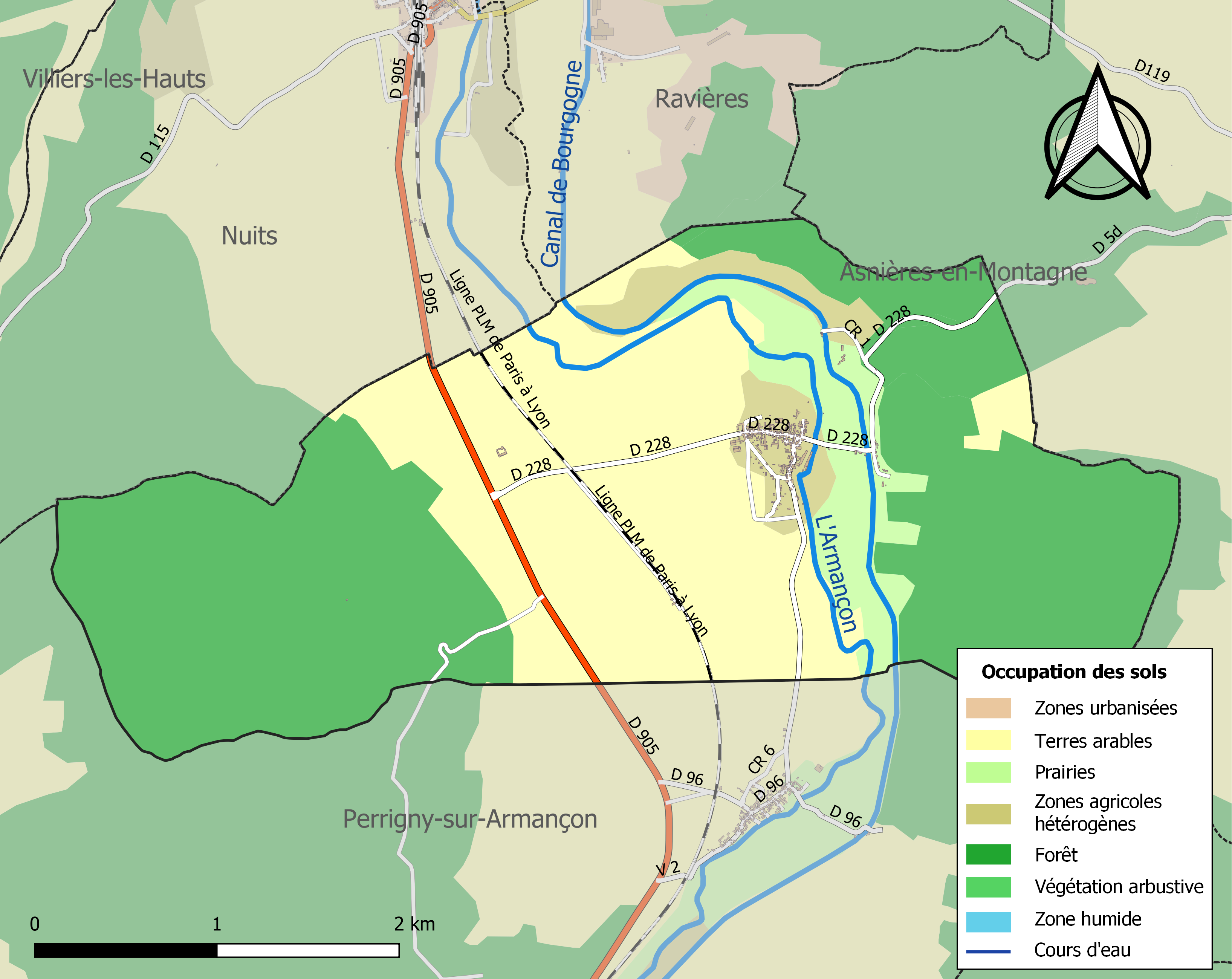
Carte des infrastructures et de l'occupation des sols de la commune en 2018 (CLC).

## Histoire
Le Gros Chêne sur Cry est un site du bronze final III,. Le gué traversant l'Armançon daterait de l'époque gallo-romaine.
En 1164, le pape Alexandre III, alors exilé en France, confirme par une bulle que la cure de l'église est la propriété de l'abbaye de Saint-Martin d'Autun. L'existence d'un prieuré dépendant de celle-ci est attesté à la fin du XVIe siècle.
Le savoir-faire ancestral des pierreux et autres carriers ou tailleurs de pierres de Bourgogne a servi, entre autres, à la construction de nombreux bâtiments parisiens  grâce à la qualité de cette pierre non gélive et la proximité immédiate du canal de Bourgogne en contrebas des carrières.[réf. nécessaire]

## Économie
La commune compte des entreprises agricoles mais aussi le Restaurant du Pont.

## Politique et administration

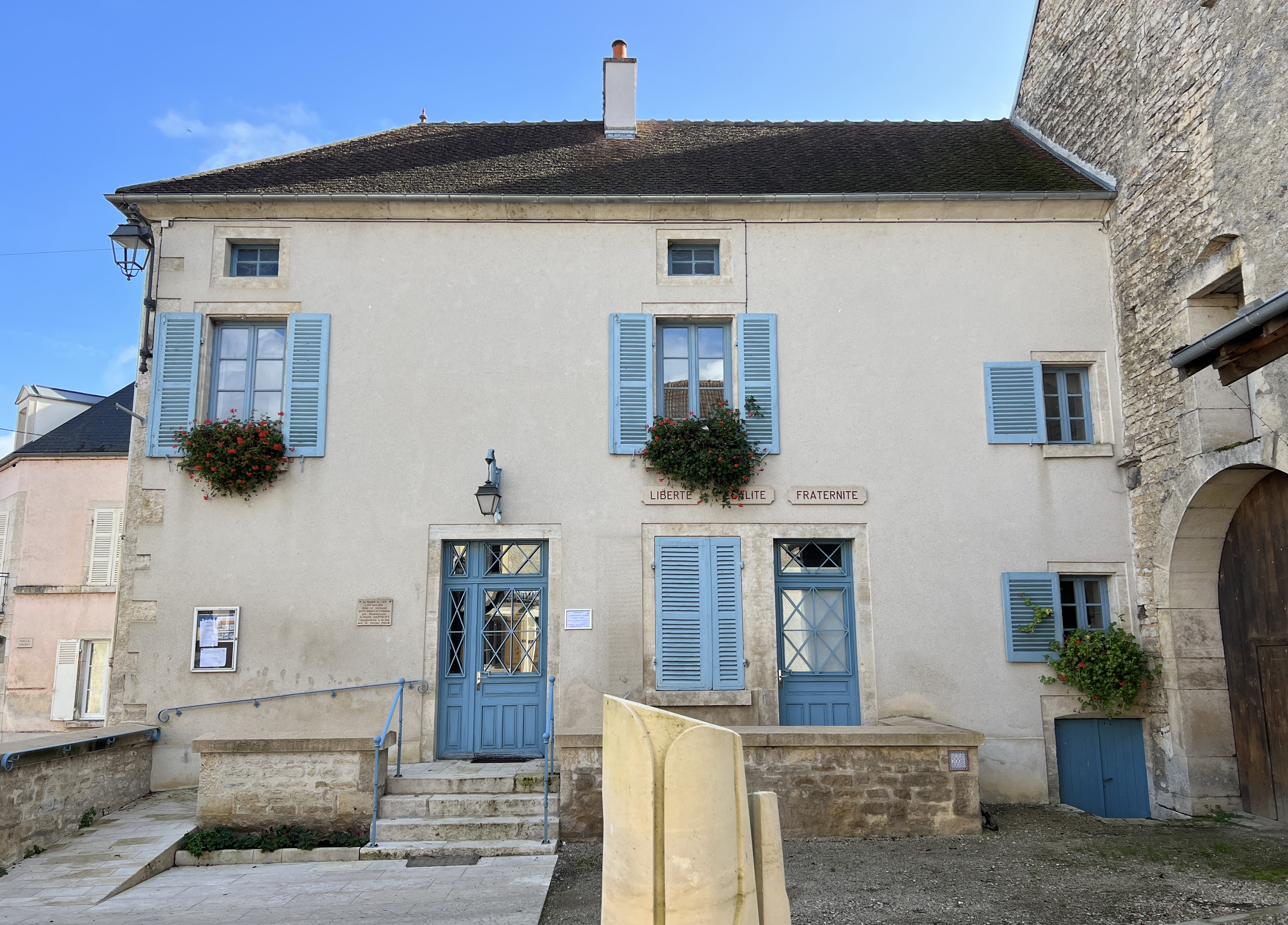
Mairie.

| Période    | Période  | Identité      | Étiquette | Qualité |
| ---------- | -------- | ------------- | --------- | ------- |
| avant 1988 | ?        | Jean Saucourt |           |         |
|            |          |               |           |         |
| 2008       | en cours | José de Pinho |           |         |

## Démographie
L'évolution du nombre d'habitants est connue à travers les recensements de la population effectués dans la commune depuis 1793. Pour les communes de moins de 10 000 habitants, une enquête de recensement portant sur toute la population est réalisée tous les cinq ans, les populations de référence des années intermédiaires étant quant à elles estimées par interpolation ou extrapolation. Pour la commune, le premier recensement exhaustif entrant dans le cadre du nouveau dispositif a été réalisé en 2004.

En 2022, la commune comptait 159 habitants, en évolution de −7,56 % par rapport à 2016 (Yonne : −1,95 %, France hors Mayotte : +2,11 %).
| 1793 | 1800 | 1806 | 1821 | 1831 | 1836 | 1841 | 1846 | 1851 |
| ---- | ---- | ---- | ---- | ---- | ---- | ---- | ---- | ---- |
| 361  | 357  | 314  | 332  | 344  | 332  | 335  | 316  | 368  |

| 1856 | 1861 | 1866 | 1872 | 1876 | 1881 | 1886 | 1891 | 1896 |
| ---- | ---- | ---- | ---- | ---- | ---- | ---- | ---- | ---- |
| 318  | 321  | 320  | 326  | 336  | 311  | 296  | 314  | 333  |

| 1901 | 1906 | 1911 | 1921 | 1926 | 1931 | 1936 | 1946 | 1954 |
| ---- | ---- | ---- | ---- | ---- | ---- | ---- | ---- | ---- |
| 308  | 270  | 263  | 247  | 222  | 211  | 189  | 195  | 226  |

| 1962 | 1968 | 1975 | 1982 | 1990 | 1999 | 2004 | 2006 | 2009 |
| ---- | ---- | ---- | ---- | ---- | ---- | ---- | ---- | ---- |
| 233  | 220  | 232  | 215  | 181  | 170  | 178  | 179  | 188  |

| 2014 | 2019 | 2022 | - | - | - | - | - | - |
| ---- | ---- | ---- | - | - | - | - | - | - |
| 174  | 165  | 159  | - | - | - | - | - | - |

## Conservation de la nature
Jusqu'en 1930, sur les éboulis des nombreuses carrières de pierres calcaires, se trouvait une espèce de violette unique au monde - la Viola cryana - détruite par des remblais d'exploitation des carrières.
Ce sont cependant ces sols d'éboulis escarpés et secs, en favorisant la présence de plantes et insectes spécifiques et rares, qui ont entraîné le classement du village (avec Asnières-en Montagne, Molosmes et Saint-Martin-sur-Armançon) en zone protégée Natura 2000 par l'Union européenne.

## Lieux et monuments
- Lavoir du XIXe siècle
- Pont en pierre du XVe siècle à 12 arches
- Église Saint-Julien de Cry. La crypte est classée en 1958[22] ainsi que 32 statues, tableaux, reliquaires et autres objets.
- Canal de Bourgogne
- Maison à colombages, arcs de décharge visibles sur nombre de façades de pierres des anciennes petites maisons de vigneron à escalier extérieur et cavons.
- Tombeau de la famille Boussard dans le cimetière communal.

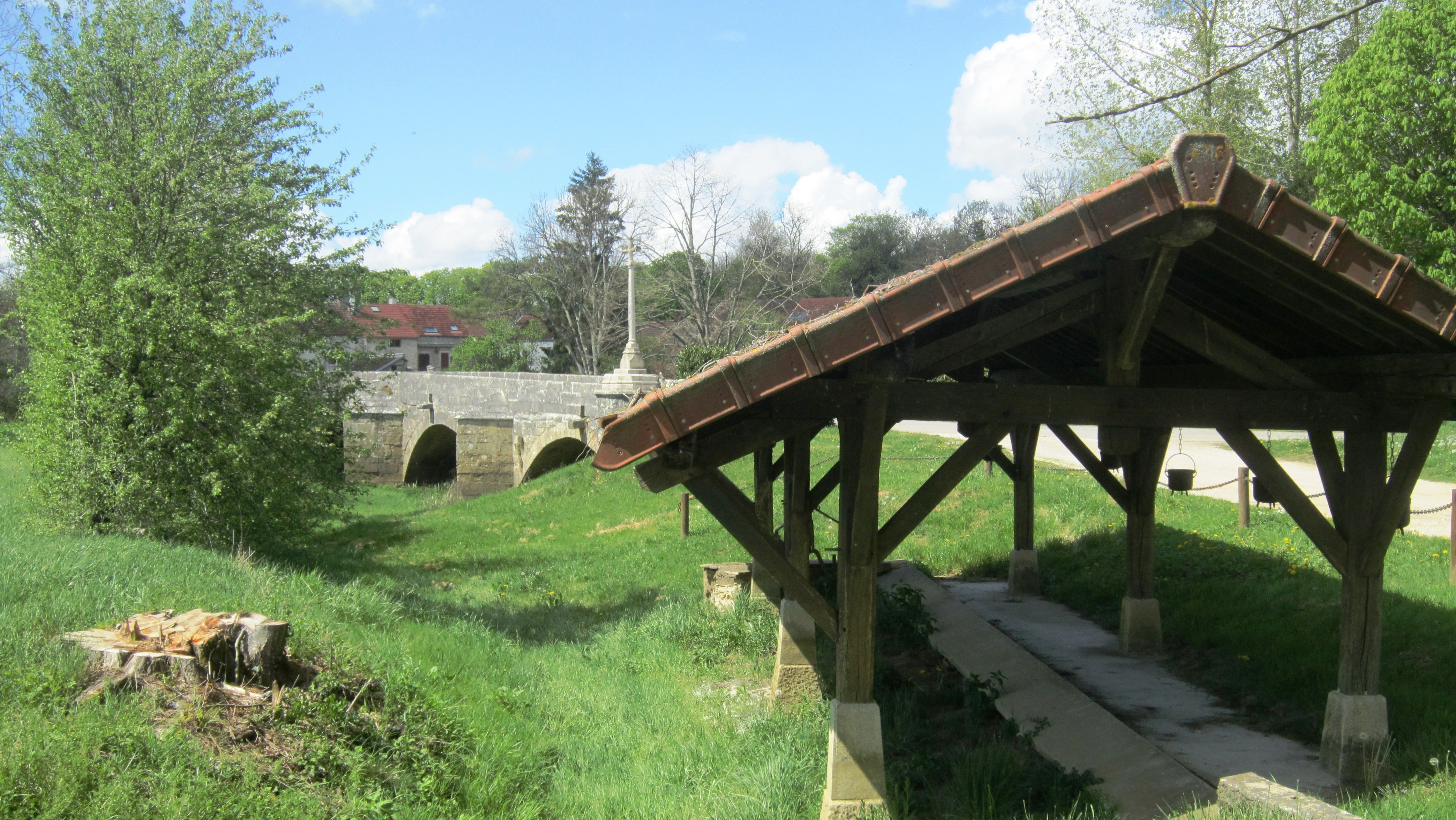
Le lavoir
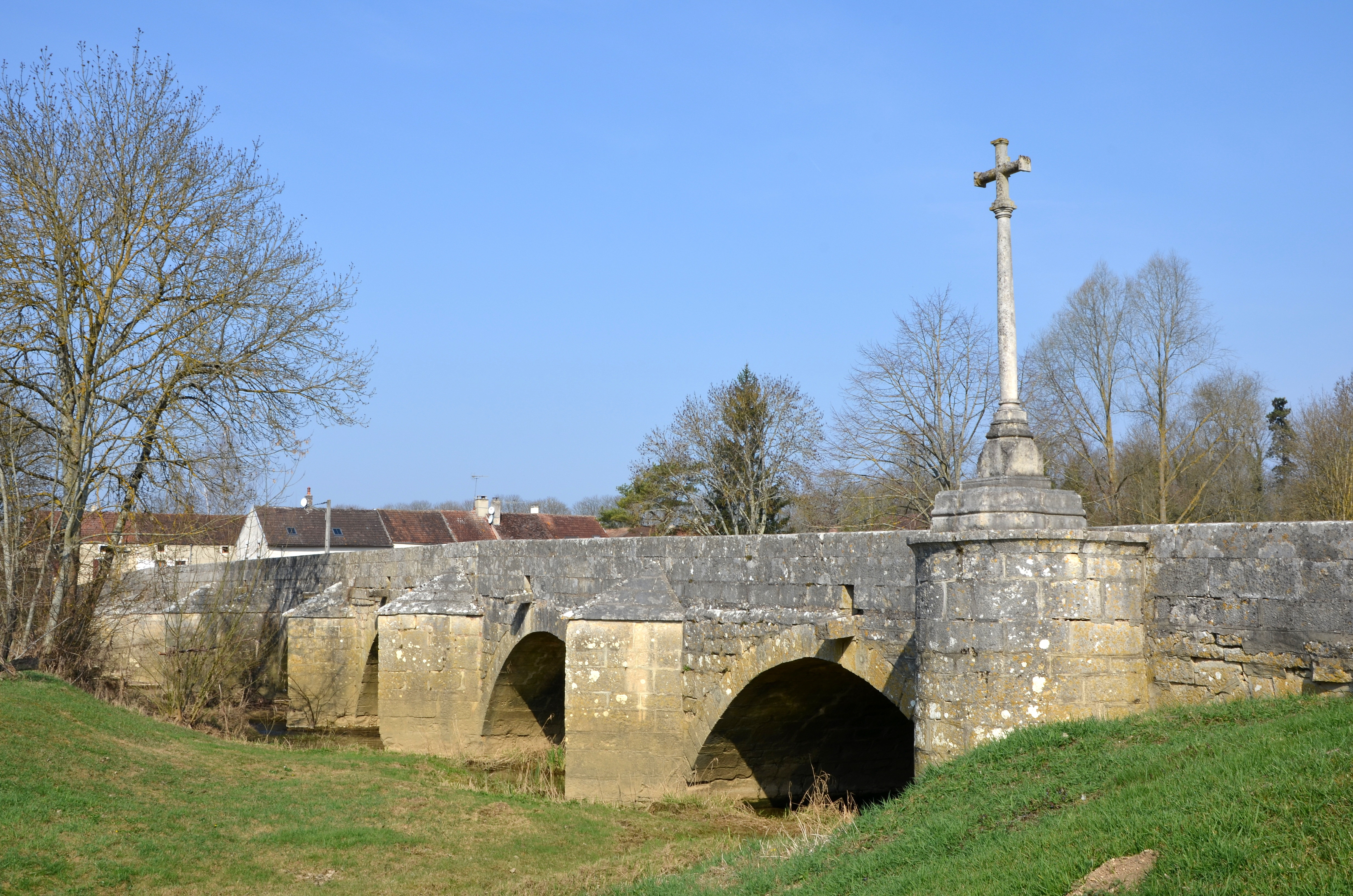
Le pont
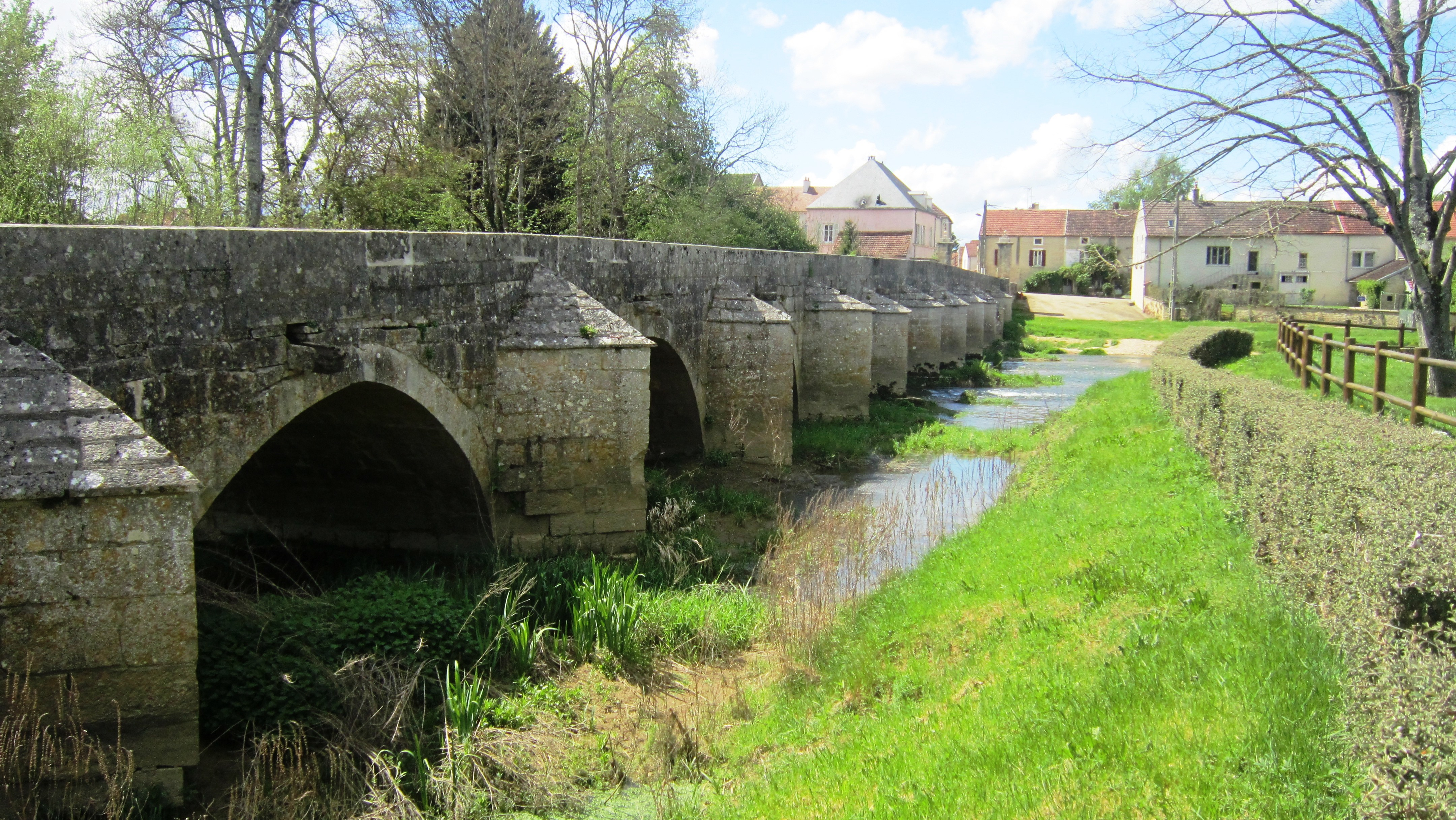
Le pont
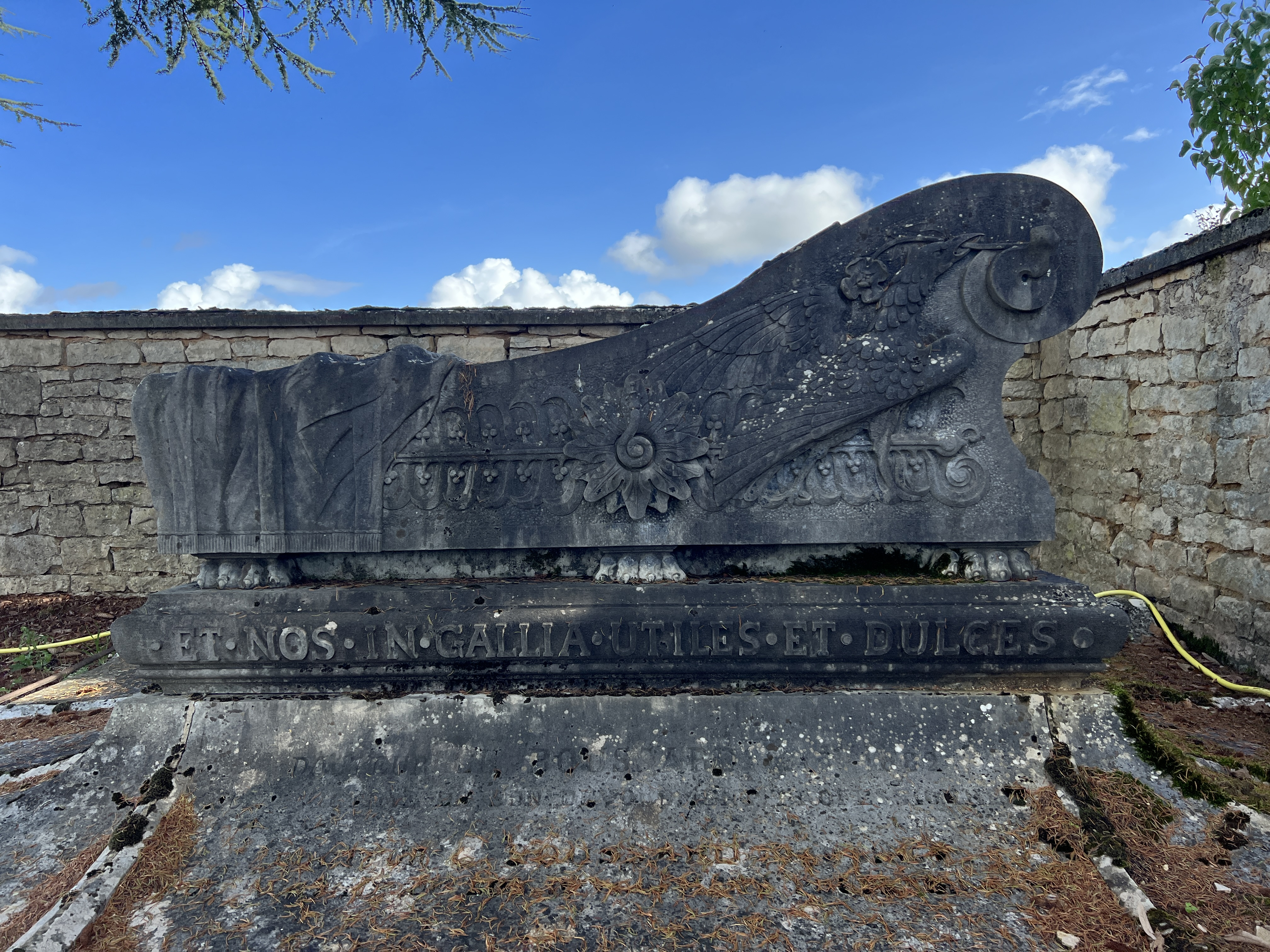
Le tombeau Boussard

## Personnalités liées à la commune
- Pierre Marcou, (1631- …), ancêtre du député du Québec Pierre Marcoux, émigrant au Canada vers 1655[23].
- Jean Boussard (1844-1923), architecte, est originaire de Cry et est inhumé dans le cimetière.
- Jean Dorville (1901-1986), artiste peintre, effectua plusieurs séjours à Cry dont on cite les paysages dans son œuvre.

## Pour approfondir